# Аттамбел II
Аттамбел II — царь Харакены, вассального государства парфян, правивший приблизительно с 17/16 года до н. э. по 8/9 год н. э. Его предшественником был Феонесий I, а преемником — Абинерга I.
Аттамбел II до сих пор известен только из отчеканенных в его правление монет, которые были найдены в различных местах, таких как Сузы, остров Файлака, а также других местностях, расположенных на побережье Персидского залива. Его тетрадрахмы имеют лишь небольшую долю серебра. На них изображена голова правителя на аверсе и Геракл на реверсе. На реверсе бронзовых монетах Аттамбела II отчеканено изображение богини Ники.